# John Armfield
John Armfield (Carolina del Norte, 1797-Beersheba Springs, 1871) fue un comerciante de esclavos estadounidense. Fue cofundador de Franklin & Armfield, considerada la mayor empresa de comercio de esclavos de Estados Unidos. También fue el promotor inmobiliario de Beersheba Springs, Tennessee, y cofundador de Sewanee: The University of the South.

## Primeros años de vida
John Armfield nació en 1797 en Carolina del Norte de padres cuáqueros. Era de ascendencia inglesa.

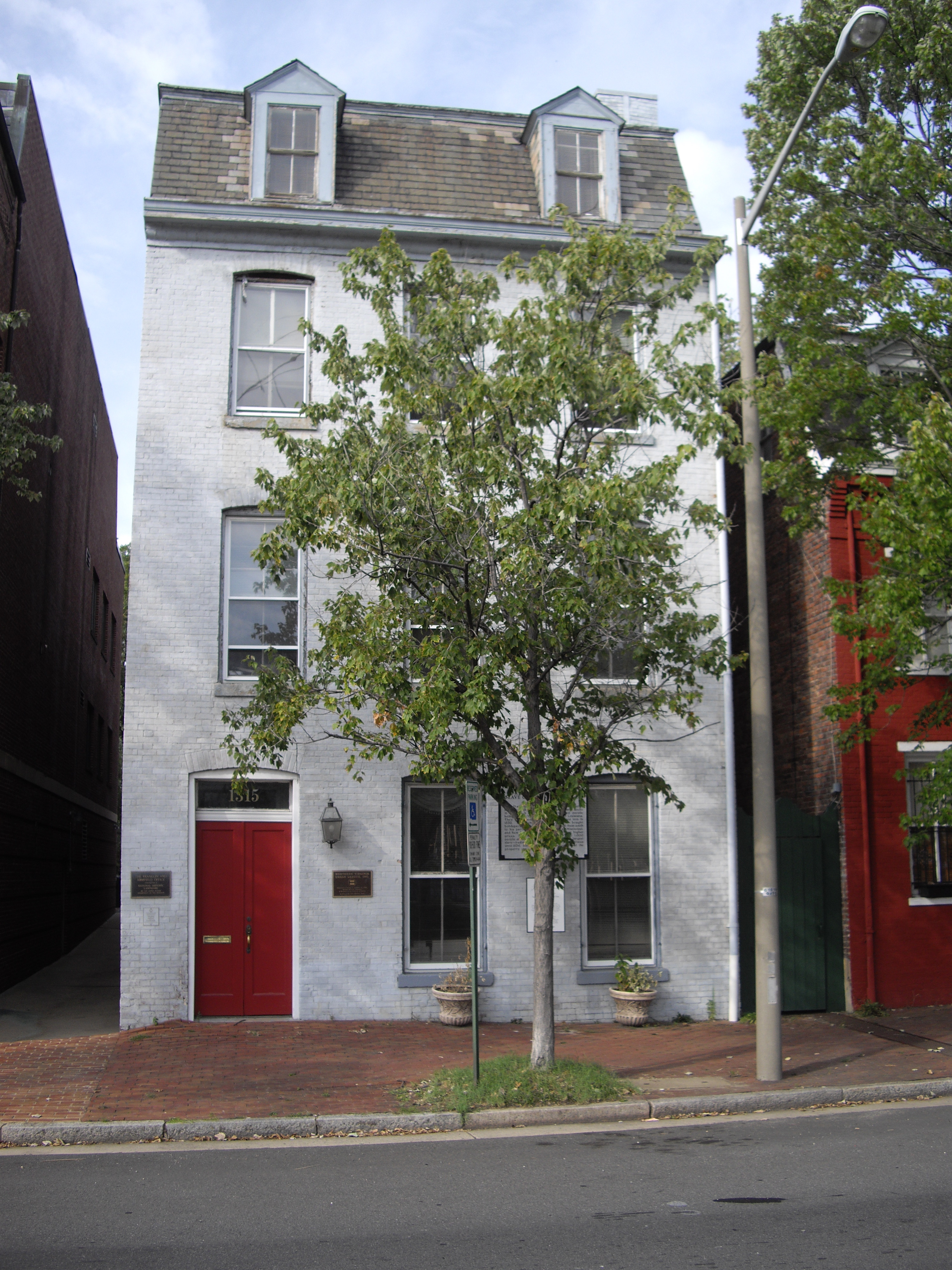
La oficina de Franklin y Armfield en Alexandria, Virginia.

## Carrera
Armfield se dedicó al comercio de esclavos en la década de 1820, más de una década después de que Estados Unidos prohibiera el comercio atlántico de esclavos. El comercio interno de esclavos había experimentado un rápido crecimiento. Armfield vendió un esclavo en Natchez (Misisipi), en 1827.
En 1828, Armfield y su tío político, Isaac Franklin, formaron la sociedad Franklin & Armfield para comprar esclavos en el Alto Sur: los estados del Atlántico medio (Virginia, Maryland, Delaware y el Distrito de Columbia), donde la agricultura estaba cambiando y muchos plantadores tenían esclavos excedentes, y venderlos en los territorios recién abiertos del sur profundo.
En este período, muchos blancos se mudaban al sureste y el gobierno federal inició el traslado de los indígenas. La desmotadora de algodón había hecho rentable el algodón de fibra corta y existía una fuerte demanda de afroamericanos esclavizados en la trata de esclavos doméstica como trabajadores para la limpieza y el desarrollo de nuevas plantaciones en todo el territorio.
Tuvieron un éxito enorme y se convirtieron en dos de los hombres más ricos del país. Franklin y Armfield maltrataban a los afroamericanos esclavizados, bromeando en cartas en lenguaje cifrado sobre las jóvenes esclavizadas que violaban. Tras amasar una fortuna enorme, ambos hombres disolvieron la sociedad en 1835 y vendieron el negocio a uno de sus agentes, George Kephart.
Armfield se retiró al centro de Tennessee en 1835. Franklin también había comprado plantaciones en esa zona, estableciendo Fairvue Plantation en Gallatin (Tennessee), y tierras adicionales en Luisiana y Texas.
Armfield fundó Gruetli, un asentamiento suizo en el condado de Grundy (Tennessee). En 1855, desarrolló el complejo turístico Beersheba Springs en el condado de Grundy (Tennessee), que atrajo a clientes adinerados. Aún sigue en funcionamiento. Además, fue el mayor donante individual involucrado en la fundación de Sewanee: The University of the South.

## Vida personal y muerte
En 1831, Armfield se casó con Martha Franklin, sobrina de Isaac Franklin. Armfield se unió a la Iglesia episcopal, y su esposa abandonó la fe presbiteriana y se convirtió en episcopaliana por él. La familia asistía a la Catedral de la Iglesia de Cristo en Nashville, Tennessee, al igual que el obispo Leonidas Polk, con quien Armfield era un amigo cercano. Otro de los amigos cercanos de Armfield era John M. Bass, alcalde de Nashville.
Armfield murió de viejo el 20 de septiembre de 1871, en Beersheba Springs.
Armfield y su esposa no tuvieron hijos. Se sabe que tuvo al menos un hijo con una mujer negra esclavizada; vendió a la mujer y al niño. Rodney G. Williams, afroestadounidense, ha establecido su ascendencia de Armfield mediante pruebas de ADN.

## Lectura adicional
- Gower, Herschel (8 de octubre de 2017). «John Armfield». Tennessee Encyclopedia of History and Culture. Tennessee Historical Society.
- Ball, Edward (noviembre de 2015). «Retracing Slavery's Trail of Tears». Smithsonian.
- Natanson, Hannah (14 de septiembre de 2019). «They were once America's cruelest, richest slave traders. Why does no one know their names?». The Washington Post.

- Datos: Q6219375
- Multimedia: John Armfield / Q6219375